# Pseudaspidoproctus vayssieriellus
Pseudaspidoproctus vayssieriellus är en insektsart som beskrevs av Ghesquiere 1943. Pseudaspidoproctus vayssieriellus ingår i släktet Pseudaspidoproctus och familjen pärlsköldlöss. Inga underarter finns listade i Catalogue of Life.